# Josip Križan
Josip Križan (31. prosince 1841, Kokoriči u obce Križevci pri Ljutomeru, Dolní Štýrsko, Slovinsko – 16. července 1921, Varaždín, Chorvatsko) byl slovinský matematik, fyzik a filozof.

## Život
Po ukončení studia matematiky, fyziky a filozofie ve Štýrském Hradci v roce 1867, zde také v roce 1869 získal doktorát. Poté působil jako gymnaziální profesor, většinou ve Varaždínu. Významný je i pro slovinskou psychologii, v roce 1885 vydal knihu Nauk o čustvima v chorvatštině. V pedagogickém časopise Popotnik vyšlo v roce 1886 jeho dílo Logika, které bylo v následujícím roce v Mariboru vydáno i knižně. Publikace, skládající se ze dvou částí, byla první slovinskou učebnicí logiky, srovnatelnou s tehdejšími německy psanými učebnicemi.
Publikoval i zajímavá pojednání z astronomie v literárních měsíčnících Ljubljanski zvon a Dom in svet.